# Dennis Olsson
Dennis Oscar Olsson (Sundsvall, 3 ottobre 1994) è un calciatore svedese, difensore del GIF Sundsvall.

## Carriera
Buona parte della carriera di Olsson si è sviluppata nel GIF Sundsvall, società di cui ha fatto parte sia a livello giovanile che a quello senior.
Il 7 aprile 2013 ha fatto il suo esordio in prima squadra, giocando nel ruolo di terzino sinistro titolare in occasione della prima giornata del campionato di Superettan 2013 (sconfitta per 0-3 contro lo Jönköpings Södra). A fine anno Olsson ha collezionato 25 presenze con la squadra che ha chiuso al terzo posto in classifica, ma ha perso gli spareggi-promozione contro l'Halmstad, a sua volta terzultimo in Allsvenskan.
L'anno seguente si è limitato a giocare 14 partite: in estate è stato costretto a rimanere fuori causa per tre mesi per un problema a un ginocchio, mentre gli ultimi tre incontri li ha saltati per una mononucleosi. Il GIF Sundsvall tuttavia si è piazzato al secondo posto, ed è stato promosso nel massimo campionato svedese.
Per disputare la sua prima partita in Allsvenskan, Olsson ha dovuto attendere l'undicesima giornata, visto che alcuni problemi ai piedi gli hanno impedito di scendere in campo nei match precedenti. Pochi giorni prima, nell'arco della stessa settimana, aveva firmato un prolungamento triennale fino al 2018. Proprio il 2018 è stato l'ultimo anno che lo ha visto vestire la maglia del GIF Sundsvall, essendosi svincolato a fine stagione.
Il 26 marzo 2019 è stato ufficializzato il suo ingaggio da parte del Tarpeda Žodzina, squadra militante nel campionato bielorusso. Qui però Olsson è rimasto solo pochi mesi, dato che il successivo 2 luglio il club ha comunicato che il contratto con il giocatore è stato rescisso di comune accordo.
Il 13 agosto 2019, a poche ore dalla chiusura del mercato svedese, Olsson è tornato ad essere un giocatore del GIF Sundsvall.